# Estes Park, Colorado
Estes Park är en stad (town) i Larimer County, i delstaten Colorado, USA. Enligt United States Census Bureau har staden en folkmängd på 5 976 invånare (2011) och en landarea på 17,4 km².
Staden ligger i östra delen av Klippiga bergen, vid Big Thompson River, och är främst känd som turistort. I Estes Park finns huvudkontoret för Rocky Mountain nationalpark. Bland stadens mest berömda landmärken finns det stora Stanley Hotel, känt som inspelningsplats för Stanley Kubrick-filmen The Shining från 1980.